# Adonisea kasloa
Adonisea kasloa är en fjärilsart som beskrevs av Smith 1903. Adonisea kasloa ingår i släktet Adonisea och familjen nattflyn. Inga underarter finns listade i Catalogue of Life.